# Paolo Fortunati
Paolo Fortunati (Talmassons, 26 aprile 1906 – Bologna, 27 gennaio 1980) è stato un politico e statistico italiano.

## Biografia
Nacque il 26 aprile 1906 a Talmassons in provincia di Udine dal romagnolo Ettore, maestro elementare e segretario comunale, e dalla friulana Elda Battistella, maestra elementare.
Laureatosi all'Università di Padova in giurisprudenza nel dicembre del 1927, divenne professore di Statistica all'Università di Ferrara, all'Università di Palermo e infine Professore ordinario di Statistica e direttore dell'Istituto di Statistica dell'Università di Bologna. Fondò e diresse la rivista Statistica pubblicata dalle Università di Padova, Bologna e Palermo.
Fu membro delle accademie delle scienze di Bologna e Palermo, e della Società internazionale The Economic Society. 

## Attività politica
Durante la Seconda guerra mondiale Fortunati fu partigiano, operando come componente del CUMER (comando militare della Resistenza in Emilia-Romagna).
Venne eletto nel 1948 al Senato della Repubblica con il Partito Comunista Italiano e ricoprì l'incarico per cinque legislature. Fu inoltre consigliere al comune di Bologna dal 1946 al 1964 e ricoprì la carica di assessore ai Tributi e alla Statistica dal 1946 al 1956.

## Riconoscimenti
Il Dipartimento di Scienze statistiche dell'Università di Bologna è intitolato a Paolo Fortunati.